# Scopula homodoxa
Scopula homodoxa là một loài bướm đêm trong họ Geometridae.